# Randsfjorden

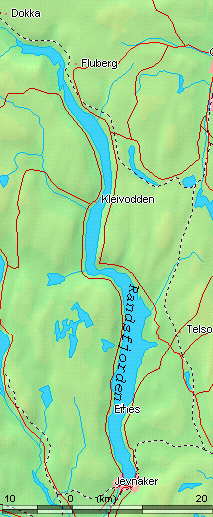
Randsfjorden

Randsfjorden är den fjärde största insjön i Norge. Randsfjorden ligger i kommunerna Jevnaker (Akershus fylke ) samt Gran, Nordre Land och Søndre Land, alla i Innlandet fylke. I norr rinner bifloderna Etna och Dokka ut i Randsfjorden. Randsfjordens utflöde är floden Randselva vid Jevnaker i södra änden av sjön. Vattensystemet mynnar slutligen i Drammensfjorden, via Storelva, sjön Tyrifjorden och Drammenselva.
Randsfjorden ligger 135 meter över havet och har en yta på 139,2 km². Största djup är 120 meter. Omkring Eidsand ligger flera öar, bland annat Kongeøya och Sandøya. Runt sjön finns flera golfbanor.
Snorre Sturlasson skrev att när kung Halvdan Svarte hade besökt Hadeland reste denne till Randsfjorden på vägen hem. Halvdan Svarte gick då igenom isen med sin häst och släde och drunknade.

## Bildgalleri

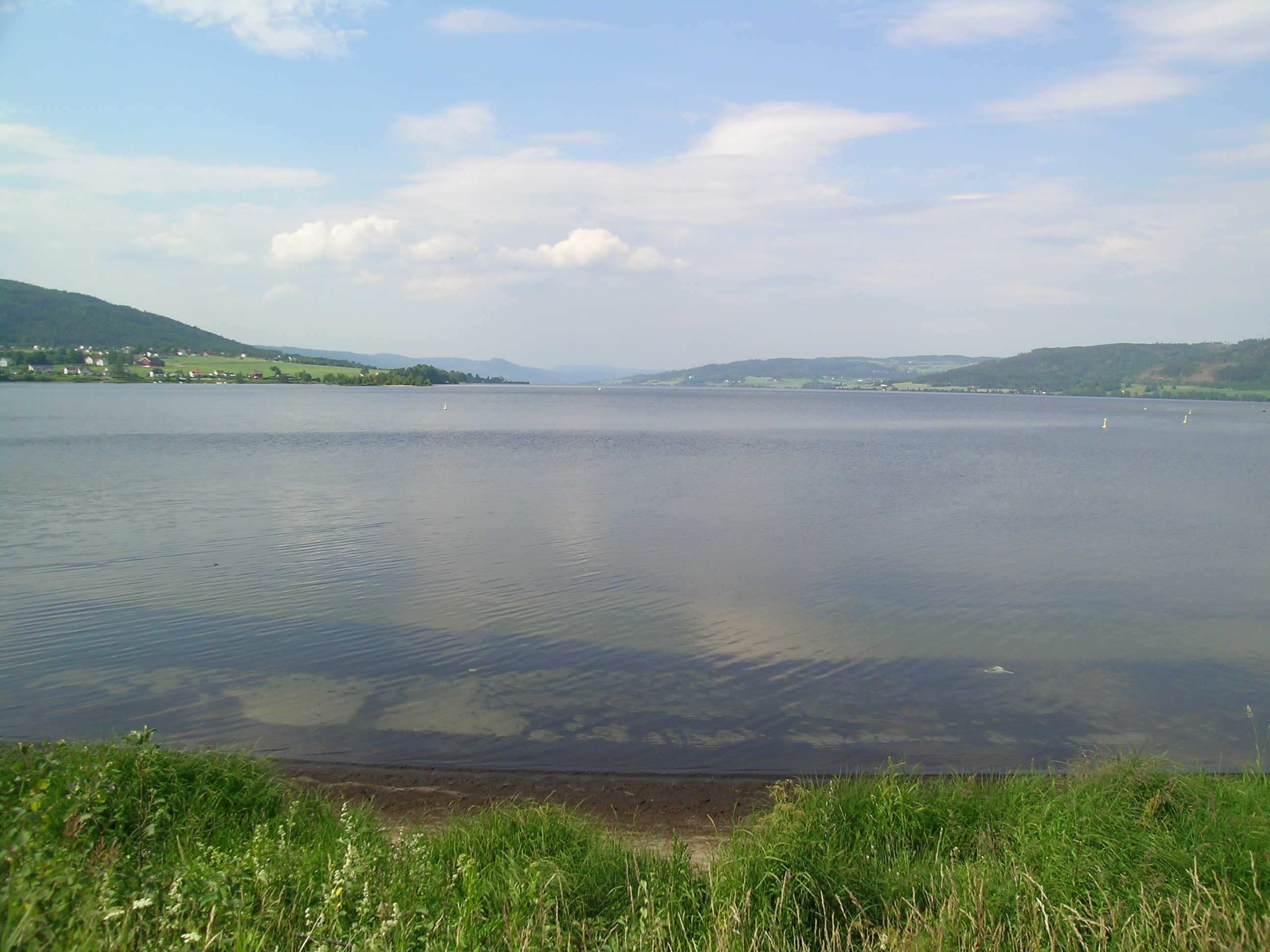
Randsfjorden sedd norrut från Jevnaker.
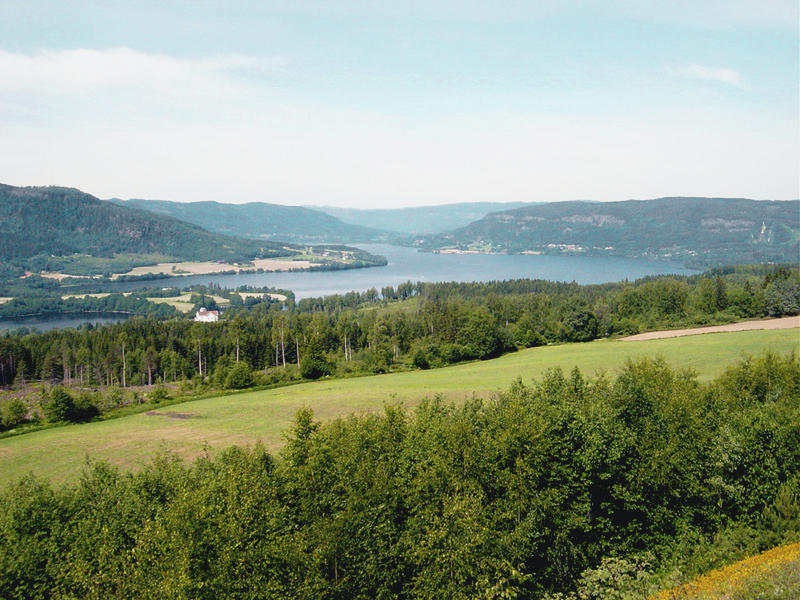
Längst norrut ligger Fluberg med Flubergs kyrka och Dokka (i bakgrunden).
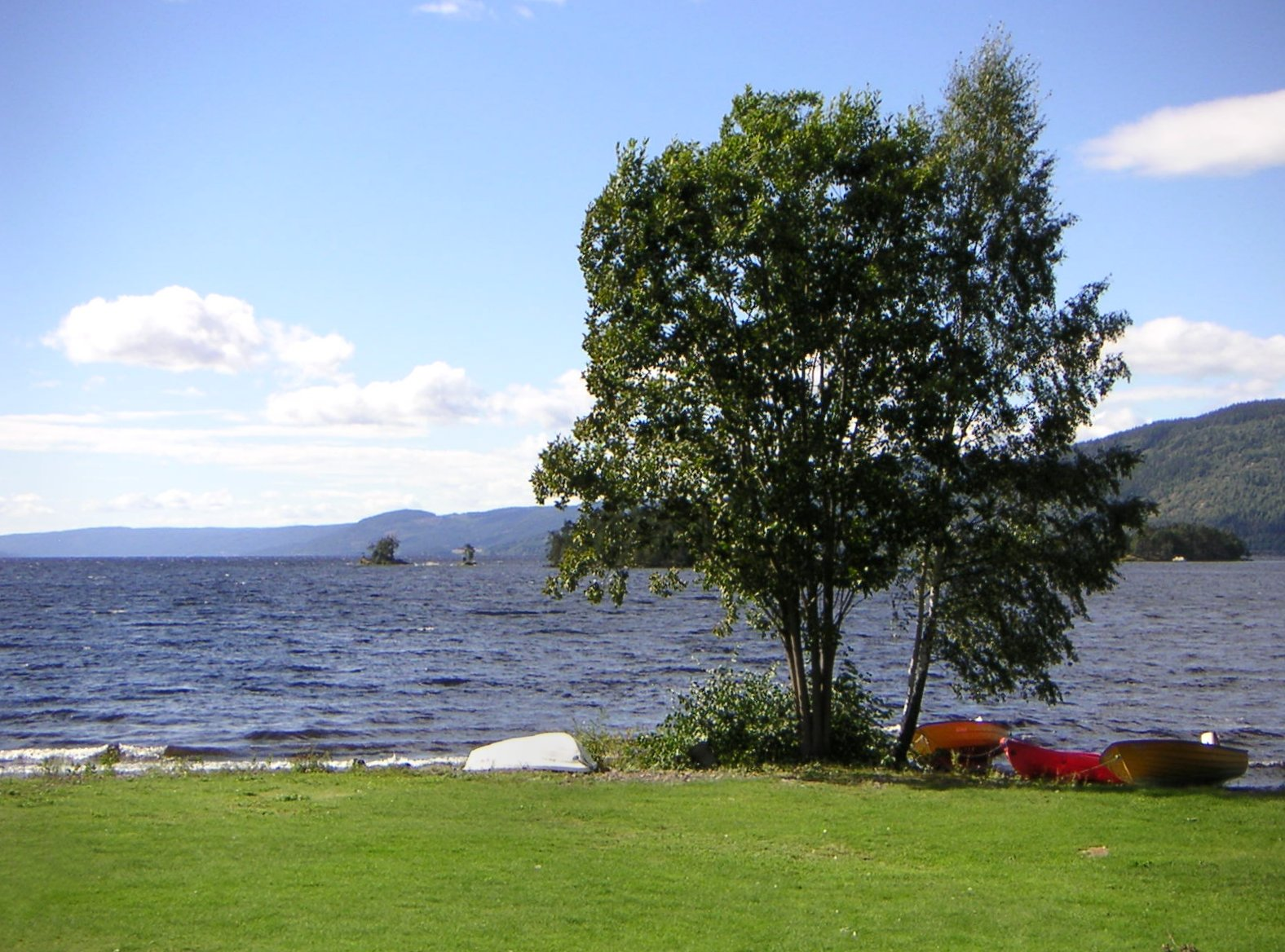
Randsfjorden, utsikt mot söder från Grimsrud.